# Quandoque bonus dormitat Homerus
La locuzione latina Quandoque bonus dormitat Homerus significa "anche il grande Omero talvolta sonnecchia". La locuzione è anche diffusa nelle forme interdum dormitat bonus Homerus, quandoquidem dormitat Homerus e  aliquando bonus dormitat Homerus.
La frase risale in origine a Orazio ed è contenuta nel verso 359 della sua Ars poetica, dove viene utilizzata per far intendere che talvolta anche il sommo Omero, poeta per antonomasia, si può permettere momenti di disattenzione, cali di tensione che lo portano non a sbagliare ma a momenti di distrazione. In particolare, Orazio si riferisce al problema delle contraddizioni, anche evidenti, che affliggono luoghi distanti dei poemi omerici, circostanze che sono divenute, nella elaborazione dei filologi alessandrini, un campo di prova della cosiddetta "Questione omerica". Senza entrare nello specifico, Orazio si limita a citare l'esempio omerico per invocare indulgenza sulle cadute di stile degli autori che vantano un'ampia produzione scritta.
Oggi l'espressione viene utilizzata con tono scherzoso e umoristico per sostenere che anche le persone famose, o geniali e talentuose, commettono a volte degli errori, oppure compiono qualche passo falso (ad esempio, quando un autore pubblica un libro non all'altezza della sua fama o con qualche pagina noiosa).
Un altro uso è quello che sottolinea l'inevitabilità dell'errore per l'uomo comune (un senso simile a quello dell'espressione Errare humanum est...), dal momento che perfino i grandissimi (come Omero) possono talvolta incorrervi.